# Športsko zrakoplovstvo

Športsko zrakoplovstvo zajednički je naziv za sve vrste letenja bezmotornim ili motornim letjelicama, kojima se nastoji postići izvršenje nekog športskog zadatka, i to natjecanjima, rekordima i osvajanjem športskih priznanja. Športsko zrakoplovstvo obuhvaća ove grane:
- balonstvo,[1][2]
- jedriličarstvo,[3][4]
- motorno letenje,
- modelarstvo: zrakoplovno i raketno
- padobranstvo,
- padobransko jedrenje (paraglajding),
- zmajarstvo,
- astronautiku (samo rekorde) i motorno letenje,
- kao i djelatnosti: amatersku gradnju letjelica, zrakoplovno obrazovanje i promidžbu.

## Klasifikacija i opis letjelica
Prema propisima Međunarodne zrakoplovne federacije (francuski: Fédération Aéronautique Internationale, FAI) postoje dvije osnovne grupe letjelica s kojima se sudjeluje u zrakoplovnim priredbama, a to su: aerostati i aerodini. 
- Aerostati su letjelice koje se statički održavaju u zraku, to su: slobodni baloni (Klasa A) i dirižabli (Klasa B).
- Aerodini su letjelice koje se kreću kroz zrak s pogonom, pri čemu se na nepokretnom krilu stvara sila uzgona. U te se ubrajaju avioni (Klasa C) tj. motorne letjelice. Toj klasi pripadaju oni avioni, koji mogu poletjeti i sletjeti samo na kopno (kopneni avioni), hidroavioni koji mogu poletjeti i sletjeti samo na vodu i amfibije koji mogu poletjeti i sletjeti na kopno i na vodu.

(Klasa D) Jedrilice su bezmotorne letjelice s nepokretnim površinama. One mogu biti snabdjevene i motorom (Klasa DM) (motorna jedrilica), koji služi kao pomoćni uređaj za polijetanje, ne treba joj vuča.
(Klasa E) Žiro-avioni su letjelice čije kretanje kroz zrak omogućuje sistem rotirajućih površina (rotori) oko vertikalne osovine (rotirajuća krila).
(Klasa F) Modeli su letjelice smanjenih dimenzija, s ili bez pogona. Lete bez ljudske posade.
(Klasa G) Padobrani su sprave koje služe za usporenje čovjekovog slobodnog pada.
(Klasu H) čine naprave s potiskom za uravnoteženje čovjekove težine i njegove opreme, tako da može vertikalno poletjeti, sletjeti i lebditi u zraku.
(Klasa I) Avieti su letjelice koje poleću i lete samo pomoću energije mišića njihove posade.
(Klasa K) Svemirske letjelice.
(Klasa L) Lebdjelice (Hoverkraft), koje se održavaju u zraku na zračnom jastuku.
(Klasa M) Avioni s obrtnim motorima za vertikalno poletanje i sletanje.
U motornom letenju rabi se letjelica (avion) čiji pogon sačinjava motor. Najčešći su jednomotorni, dvosjedni i višesjedni avioni koji služe za školovanje i treniranje pilota, iskakanje padobranaca i za vuču jedrilica. 
Rogallovo krilo je rastavljiva i prenosiva letjelica teža od zraka, o koju je letač vezan, a upravljnje se vrši pomicanjem položaja tijela. Poleće se zaletom (zatrčavanjem) s nekog uzvišenja (padine) dok se ne postigne odgovarajuća brzina uzleta. Trajanje leta zavisi od vjetra uz uzvišenje. Letač slijeće nogama na tlo. Takvo letenje ne priznaje se kao športska zrakoplovna grana.

## Razvoj u svijetu do Prvog svjetskog rata
Športska zrakoplovna aktivnost počinje krajem 18. stoljeća, pojavom balonstva s kojim se usporedno razvija i padobranstvo. Letovi Otta Lilienthala 1891. godine označili su početak jedriličarstva. Početak modernog letenja datira iz 1890. kada je francuski inženjer Clément Ader svojim motornim jednokrilcem Éole izveo samo jedan skok jer letjelica još nije bila upravljiva. Nijemac Karl Jatho iz Hannovera izveo je 18. srpnja 1903. godine s trokrilcem skok od 18 m, a u rujnu iste godine skok od 60 metara, ali bez mogućnosti upravljanja letjelicom.
Američka braća Wright, inspirirani letovima Otta Lilienthala, vršili su eksperimente u Daytonu, Ohio, SAD s letjelicama bez motora (sistem klizača), a zatim su napravili dvokrilac s motorom i mogućnošću kontrola leta. Orville Wright je prvi u svijetu 17. prosinca 1903. ostvario motorni let od 12 sekundi i prelet od 40 m (neki izvori kažu 37 ili 38 m) iznad pustinje Kitty Hawk, North Carolina, SAD. Istog dana postigao je trajanje leta od 59 sekundi i prelet 284 m. To je bio prvi službeno priznati let u svijetu. Zatim su braća Wright napravili dvosjed i s njim otišli u Francusku gde je Wilbur ostvario preko 100 letova od kojih je jedan trajao 2 sata 20 minuta i 23,2 sekunde. 
1905. godine, osnovan je Međunarodna zrakoplovna federacija - FAI. 
Brazilski alpinist Alberto Santos-Dumont, koji je boravio u Parizu, potaknut letovima braće Wright, prvi je u Europi 1906. sagradio i letio na svojoj motornoj letjelici težoj od zraka, s kojom je 12. studenog postigao prvi svjetski rekord u brzini od 40,29 km/h. U razdoblju 1909. – 1910. Dumont je svojim jednokrilcem 14-bis postigao visinu od 243 m. 
Francuski pilot Louis Blériot prvi je 25. srpnja 1907. godine, preletio svojim jednokrilcem Blériot XI La Manche, osvojivši nagradu za taj svoj podvig.
Prva zrakoplovna izložba održana je 1908. godine u Parizu, zajedno sa salonom automobila (francuski: Salon l‘Automobile et de l‘Aéronautique), a sljedeće godine prva samostalna izložba (francuski: Salon de l‘Aéronautique).
Francuski pilot Henri Farman je 13. siječnja 1908. svojim kružnim letom od 1 km u Issy-les-Moulineauxu osvojio nagradu Deutsch de la Meurthe prize od 50.000 franaka, što je ujedno bio i prvi službeno kontroliran let od Aéro-Club de Francea. Iste godine Farman je izveo svoj prvi prelet (engleski: cross-country flight) između Bouya i Reimsa u Francuskoj, postigavši za 20 minuta leta, na prosječnoj visini od 40,14 m prosječnu brzinu od 64,34 km/h.
Američki pilot Glenn Curtiss 1908. godine je osvojio trofej Scientific American. Tada je FAI prvi put kontrolirao neki let u SAD. 1909. godine Kanađanin John A.D. McCurdy poletio je avionom s ledene površine jezera Bras d‘Or Lake, Nova Scotia, Kanada. To je bio prvi propisno kontroliran let na teritoriju Commonwealtha.
Prvo brzinsko natjecanje aviona za pehar „Gordon Bennett Trophy“ održana je 22. – 29. kolovoza 1909. u Reimsu, Francuska. Sudjelovalo je više od 30 aviona, a discipline su bile: brzina, visina i prelet. Pobjednik u brzini bio je Louis Blériot, Hubert Latham u visini 150 m i Henri Farman u preletu 189 km. U ukupnom plasmanu prvi je bio Glenn Curtiss.
1910. godine Francuskinja Raymonde de Laroche je postala prva žena koja je dobila pilotsku dozvolu.
Prvi veliki aeromiting Grande Semaine d'Aviation de la Champagne održan je 1909. u Reimsu. Na toj priredbi Francuz Hubert Latham postigao je prvi svjetski rekord u visini (155 m) i rekord u preletu (154.620) km.
1910. godine francuski inženjer Henri Fabre bio je prvi na svijetu koji je poleteo hidroavionom kod Marseillea. Iste godine austrijski inženjer Otto Hieronimus letio je svojim jednokrilcem u Češkoj. 
Utakmice aviona u brzini i preletu održane su 1910. godine na relacijama Pariz – Bordeaux i London – Manchester, a 1911. godine Pariz – Madrid i Pariz – Rim.
Godine 1911. u većim europskim zemljama aero-klubovi raspolažu sa znatnim brojem aviona u kojima su uključeni i privatni vlasnici. Tako su u Francuskoj bila 432 športska aviona, u Njemačkoj 250, u Ujedinjenom Kraljevstvu 124. Rusija je imala 12 aero-klubova, a Belgija, Nizozemska i Norveška 1 ili 2.
Godine 1912. Nijemac Hellmuth Hirth postigao je svjetski rekord u visini 4.523 m. Te godine održane su prvi put trke oko Pariza i Londona pod nazivom Coupe Deutsch de la Meurthe (održano ih je četiri, a posljednja 1936.), a druga pod nazivom Aerial Derby (održano ih je osam, posljednja 1923.)

## Razvoj u Jugoslaviji do Drugog svjetskog rata
Početkom 20. stoljeća Stevan Bešević i drugi, teoretski su razmatrali probleme motornog leta i vršili eksperimente s letećim modelima. 1909. godine, Edvard Rusjan započeo je gradnju svoje eksperimentalne letjelice. 19. rujna 1910. izveo je Čeh Rudolf Simon prvi probni let na Banjici u Beogradu i prilikom poletanja polomio svoj avion. Poslije njega Rus Boris Maslenikov, također u Beogradu uspješno leti svojim avionom. Zagrebački fotograf Mihailo Merćep je konstruirao avion i od 1910. surađuje s Edvardom Rusjanom koji je 1911. poginuo prilikom leta u Beogradu. S Merćeopvim avionom Dragutin Novak je pobijedio 1912. u Budimpešti.
1910. godine Ivan Sarić iz Subotice izgradio je avion i iste godine priredio u Subotici uspješni aeromiting. 
Tih godina inženjer Eduard Slavoljub Penkala konstruirao je i izradio avion s originalnim rješenjem stabilizatora. Nakon nekoliko uspjelih letova imao je sudar u jednom letu, pa je napustio tu vrstu svoje djelatnosti. Konstruiranjem letjelica baviio se i slovenski inženjer Stanko Bloudek, a Anton Oister, željeznički službenik iz Ljubljane počeo se baviti konsruiranjem padobrana za spašavanje pilota. 
Splićanin Ignacije Bulimbašić je 1913. položio pilotski ispit kod Francuza Louisa Blériota u Bouyu, a kasnije se istaknuo kao akrobat na javnim priredbama.
Prvi svjetski rat prekinuo je ovo vrstu djelatnosti. U Beogradu je 1922. godine osnovan Srpski aeroklub koji naredne godine mijenja naziv u Aeroklub Kraljevine SHS i tada je primljen u Međunarodnu zrakoplovnu federaciju. Početkom tridesetih godina mijenja naziv u Kraljevski jugoslovenski aeroklub „Naša krila“.
Počevši od 1923. osnivaju se redom tvornice aviona Ikarus i Zmaj u Zemunu i Rogožarski u Beogradu i Brege u Kraljevu, koje su počele s izgradnjom aviona po stranim licencama. 
Prva utakmica aviona za pehar kralja Aleksandra održana je 1926., a pobijedilo je L. Bajdak zajedno s Pavlom Cenčićem.
1927. godine na Međunarodnom zrakoplovnom turniru u Zürichu sudjelovali su i Jugoslaveni. Po povratku u Jugoslaviju prilikom preletanja Alpa, poginuli su Živorad Petrović (komandant ekipe) i Dragoljub Pajević. Iste godine na međunarodnoj trci aviona Beograd – Varšava – Beograd pobedio je jugoslavenski pilot Vladimir Striževski, a Tadija Sondermajer i Bajdak izveli su propagandni let od Pariza do Bombaya i zatim do Beograda. Pobjednik u letu preko Alpa bio je Ferdo Gradišnik (1927.).
Na trećoj utakmici za pehar kralja Aleksandra (1928.) pobijedio je Mladen Ivanović s Nikolom Mikecom, na četvrtoj 1929. pobijedila je posada Ivana Mraka i Milana Mandaraševića.
1930. godine, Udruženje rezervnih avijatičara počelo je školovanje športskih pilota, Kraljevski jugoslovenski aero-klub „Naša krila“, usmejrava djelatnost i na športsko motornio letenje, a kontruktivnom djelatnošću počinje se baviti inženjer Sima Milutinović.
Na utakmici Kružni let Male Antante i Poljske (1930.) ekipa Jugoslavije je zauzela prvo mjesto, kao i posada Zlatko Šintić i Kamilo Lukanović. Na petoj utakmici za pehar kralja Aleksandra pobijedila je ista posada kao i 1929.
Na Međunarodnoj utakmici 1931. u Plzeňu (Čehoslovačka), pobijedio je Tadija Sondermajer. Iste godine Oblasni odbor u Zagrebu s mjesnim aero-klubom organiziruje u Zagrebu aero-nautičku izložbu međunarodnog karaktera kao i avijatičarski miting u kojem su sudjelovali najbolji piloti iz Ujedinjenog Kraljevstva, Čehoslovačke, Francuske, Poljske, Austrije i Njemačke. Inženjer Rudolf Fizir je 1931. bio prvi na listi istaknutih konstruktora svojom amfibijom i avionima Fizir FN za školovanje i Fizir-Gypsi za turizam.
Na trećem međunarodnom avijatičarskom mitingu (Let preko Alpa) 1932. u Zürichu, u jednosjedima pobijedio je Zlatko Šintić, a u dvosjedima Ferdo Gradišnik s Gavrom Skrivanićem. Iste godine Kristina Gorišek-Novaković ostvarila je samostalni let kao prva žena-pilot u Jugoslaviji.
Sljedeće godine na Međunarodnom zrakoplovnom mitingu u Varšavi, pobijedila je jugoslavenska ekipa, a najbolji pilot je bio Bogdan Mihajlović iz Beograda.

## Vanjske poveznice
- Avijatičar Rudolf Simon  Arhivirana inačica izvorne stranice od 26. listopada 2019. (Wayback Machine)
- Air Race 1 World Cup  Arhivirana inačica izvorne stranice od 28. veljače 2021. (Wayback Machine)
- Ninety Nines
- 100 years of air racing
- Red Bull Air Race